# Maurové

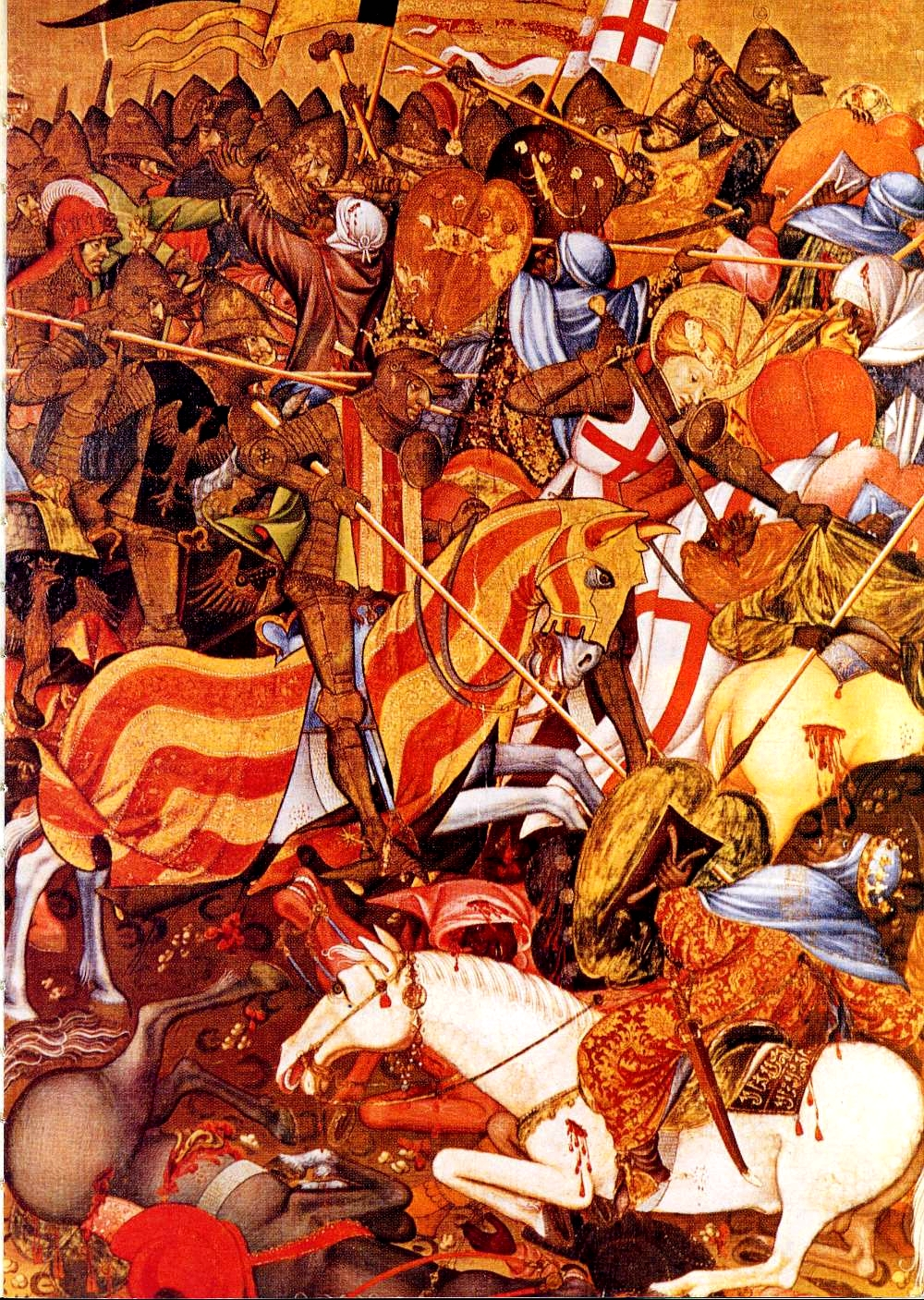
Bitva mezi křesťany a Maury během reconquisty ve Španělsku

Znak Aragonie s useknutou hlavou Maura

Maurové je historické označení (exonymum) obyvatel převážně arabského a berberského původu. Termín poprvé použili křesťanští Evropané k označení muslimských populací Maghrebu, al-Andalus (Pyrenejský poloostrov), Sicílie a Malty během středověku. Maurové nejsou jednotliví, odlišní nebo sebedefinovaní lidé. Encyclopædia Britannica z roku 1911 poznamenala, že tento termín nemá „žádnou skutečnou etnologickou hodnotu.“ Evropané středověku a raného novověku toto jméno různě používali pro Araby, Berbery a muslimské Evropany.
Tento termín se také v Evropě používal v širším smyslu k označení muslimů obecně, zejména těch, kteří mají arabský nebo berberský původ, ať už žili v al-Andalus nebo v severní Africe. Během koloniální éry zavedli Portugalci v jižní Asii a na Srí Lance jména „Cejlonští Maurové“ a „Indičtí Maurové“ a bengálským muslimům se také říkalo Maurové. Na Filipínách se dlouhodobá muslimská komunita, která předcházela příchodu Španělů, nyní identifikuje jako „Morové“, což je exonymum zavedené španělskými kolonizátory kvůli jejich muslimské víře.
V roce 711 vedly jednotky většinou tvořené Maury ze severní Afriky Umajjovské dobytí Hispánie. Pyrenejský poloostrov pak v klasické arabštině začal být známý jako al-Andalus, který na svém vrcholu zahrnoval většinu Septimánie a současné Španělsko a Portugalsko. V roce 827 Maurové obsadili Mazaru na Sicílii a rozvinuli ji jako přístav. Nakonec pokračovali v konsolidaci zbytku ostrova. Rozdíly v náboženství a kultuře vedly ke staletému konfliktu s křesťanskými královstvími Evropy, která se pokusila znovu získat kontrolu nad muslimskými oblastmi; tento konflikt byl označován jako Reconquista. V roce 1224 byli muslimové vyhnáni ze Sicílie do osady Lucera, která byla zničena evropskými křesťany v roce 1300. Pád Granady v roce 1492 znamenal konec muslimské nadvlády ve Španělsku, ačkoli muslimská menšina přetrvala až do úplného vyhnání v roce 1609.
Název Maurové (latinsky Mauri) je antického původu, z řeckého pojmenování Mauros berberských kmenů a jejich země Mauritánie – dnes název jednoho ze severoafrických států.

## Způsob života
Maurský život velmi ovlivňovalo jejich náboženství – islám. Maurové se živili hlavně jako pastevci a obchodníci. Mnoho z nich se ale věnovalo pirátství a loupežím.

## Architektura
Maurové měli také vlastní architektonický styl – maurský sloh. Ten byl příbuzný tomu islámskému, zároveň ale přejímal některé prvky z evropské architektury. Jsou pro něj charakteristické podkovovité členěné, až pruhované oblouky. Známým příkladem je komplex Alhambra.